# Dagboog

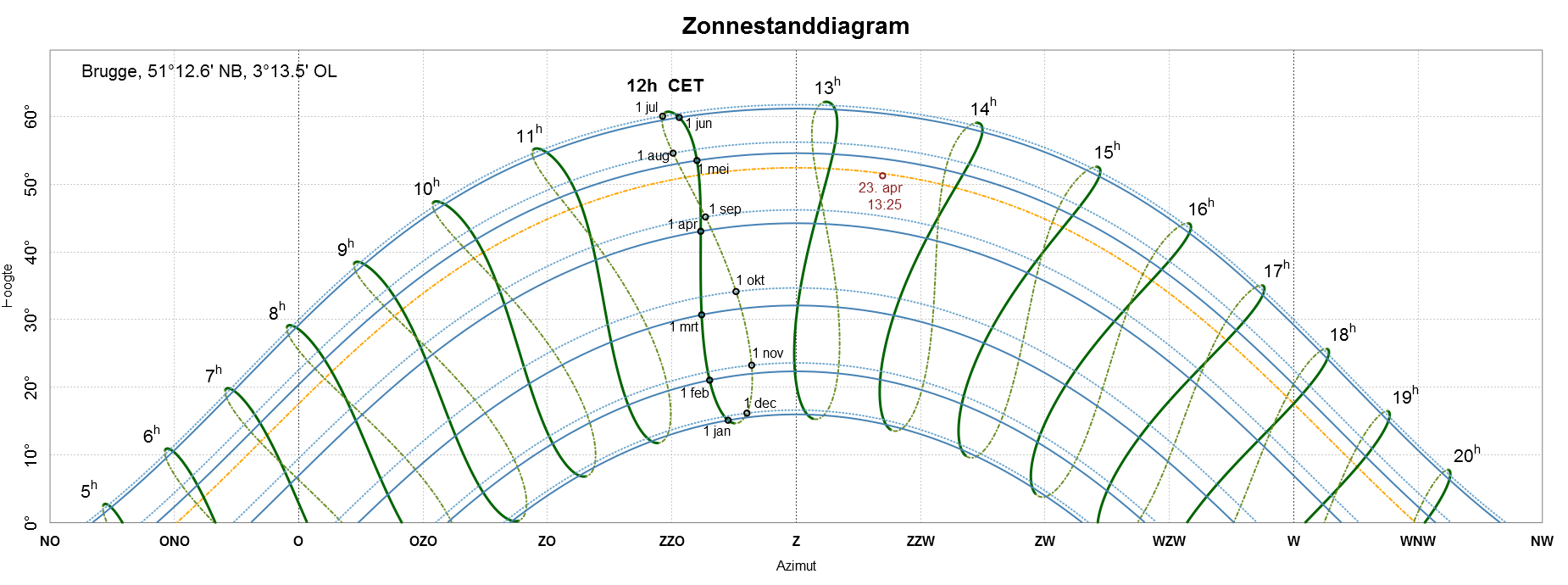
Een zonnestanddiagram toont de zonnestanden op verschillende tijdstippen

Een dagboog is een boog die een hemellichaam tijdens zijn schijnbare beweging langs de hemel beschrijft. De lengte van de dagboog hangt af van de declinatie van het hemellichaam en van de plaats op Aarde. De dagboog van de Zon is 's zomers, wanneer de declinatie van de Zon positief is, bijvoorbeeld veel langer dan 's winters, wanneer de declinatie negatief is. Als de Zon het hoogste punt van zijn dagboog bereikt, staat hij in het zuiden en is het middag. Het bereiken van het hoogste punt wordt ook wel culmineren genoemd.